# Freie Kunst
Freie Kunst ist der Titel eines 1813 erschienenen Gedichts, das zu den bekanntesten lyrischen Werken Ludwig Uhlands zählt. Es gilt als programmatisch für die deutsche Romantik. Der erste Vers ist zum geflügelten Wort geworden.

## Text
Singe, wem Gesang gegeben,

In dem deutschen Dichterwald!

Das ist Freude, das ist Leben,

Wenn‘s von allen Zweigen schallt.

Nicht an wenig stolze Namen

Ist die Liederkunst gebannt;

Ausgestreuet ist der Samen

Über alles deutsche Land.
Deines vollen Herzens Triebe,

Gieb sie keck im Klange frei!

Säuselnd wandle deine Liebe,

Donnernd uns dein Zorn vorbei!

Singst du nicht dein ganzes Leben,

Sing doch in der Jugend Drang;

Nur im Blütenmond erheben 

Nachtigallen ihren Sang.
Kann man’s nicht in Bücher binden,

was die Stunden dir verleihn,

Gieb ein fliegend Blatt den Winden!

Muntre Jugend hascht es ein.

Fahret wohl, geheime Kunden

Nekromantik, Alchymie.

Formel hält uns nicht gebunden

Unsre Kunst heißt Poesie.
Heilig achten wir die Geister

aber Namen sind uns Dunst;

Würdig ehren wir die Meister,

aber frei ist uns die Kunst!

Nicht in kalten Marmorsteinen,

nicht in Tempeln dumpf und tot,

In den frischen Eichenhainen

Webt und rauscht der deutsche Gott.

## Formale Aspekte
Die acht Strophen umfassen je vier Verse im Kreuzreimschema. Die Verse weisen vierhebige Trochäen in wechselnder Kadenz auf.

## Deutung
Im Wesentlichen handelt das Gedicht von der Dicht- und Gesangskunst, die als besondere Begabung der Deutschen betrachtet wird. Die Strophen eins bis fünf feiern diese Begabung und rufen zum freien, emotional motivierten Dichten auf. Die sechste Strophe richtet sich gegen Formen pseudowissenschaftlichen Aberglaubens, aber zugleich auch gegen die rationalistischen Wissenschaftsideale der Aufklärung („Formel hält uns nicht gebunden“). Diesen Lehren wird die freie und unverfälschte Poesie des Herzens gegenübergestellt. Die siebte Strophe bezeugt den Respekt vor dem kulturelle Schaffen früherer Meister, hebt aber die Freiheit der Poesie hervor. Das kann als Anspielung auf verschiedene Epochen der deutschen Dichtung betrachtet werden, in welchen strenge Regeln einer intuitiven, „freien Kunst“ entgegenstanden, so etwa die Epoche der Meistersinger oder auch die deutsche Klassik. Letzteres scheint besonders naheliegend, da die achte Strophe ganz klar auf die Hinwendung der Klassiker zur antiken Kultur anspielt. Den „toten Tempeln“ der Klassik werden die „frischen Eichenhaine“ der Romantik gegenübergestellt.
Das Gedicht erteilt also sowohl dem Aberglauben, als auch den rationalistischen Wissenschaften und der strengen Klassik eine Absage, und plädiert für eine freie, emotional getriebene Kunst, die sich besonders in der heimatlichen Landschaft entfalten kann. Damit ist das Gedicht programmatisch für das Kunstverständnis der Romantik.

## Wirkung
Das Gedicht wurde unter anderem vom Spätromantiker Adelbert von Chamisso 1831 in seinen eigenen lyrischen Werken verarbeitet.
Der erste Vers ist im deutschen Sprachraum zum geflügelten Wort geworden. Oft wird er bemüht, um auszudrücken, dass jemand auf einem bestimmten Gebiet nicht sonderlich begabt ist.